# 曲鱂
曲鱂，為輻鰭魚綱鯉齒目鰕鱂亞目溪鱂科的其中一種，為亞熱帶淡水魚，被IUCN列為易危保育類動物，分布於南美洲巴西聖保羅Craciuma與Tubarao之間的池塘流域，體長可達4.5公分，棲息在礫石底質、植被生長的水塘，屬肉食性，成群活動，生活習性不明，可做為觀賞魚。

## 擴展閱讀
維基物種上的相關：曲鱂